# John Lunn
John Lunn (Glasgow, Schotland, 13 mei 1956) is een Schots componist.
Lunn studeerde muziek aan de Universiteit van Glasgow en Massachusetts Institute of Technology. Later musiceerde hij als bassist, toetsenist en componist in de band Man Jumping. Pas later kwam het via theaterwerk tot filmmuziek. Sinds de late jaren tachtig componeert hij vooral muziek voor Britse televisieprogramma's als Hotel Babylon,  Get Real, The Wisdom of Crocodiles en een bewerking van Bleak House in 2005.
Meest recentelijk is hij vooral bekend van de muziek van de televisieserie Downton Abbey. Daarnaast componeerde Lunn meerdere opera's. Zo werden er een aantal op het Glyndebourne Festival Opera opgevoerd, waaronder "Misper" en "Zoö". Voor de Engelse Nationale Opera schreef John Lunn "Mathematics of a Kiss". Met de televisieserie Downton Abbey won hij twee Emmy Awards met een aflevering in 2012 en 2013.

## Filmografie
- 1991: The Gift
- 1997: The Life of Stuff
- 1998: Get Real
- 1998: The Wisdom of Crocodiles
- 2002: Once Upon a Time in the Midlands
- 2012: Unconditional
- 2014: Electricity

## Overige producties

### Televisiefilms
- 1998: Getting Hurt
- 1998: Babymother
- 1999: Second Sight
- 2000: Madame Bovary
- 2000: Lorna Doone
- 2000: Second Sight: Parasomnia
- 2000: Second Sight: Kingdom of the Blind
- 2001: Second Sight: Hide and Seekk
- 2001: Bad Blood
- 2002: Sirens
- 2003: State of Mind
- 2003: Clara
- 2003: Hear the Silence
- 2004: Wall of Silence
- 2004: Amnesia
- 2005: Like Father Like Son
- 2005: Planespotting
- 2005: Heartless
- 2005: Under the Greenwood Tree
- 2006: Housewife, 49
- 2007: The Shadow in the North
- 2007: Frankenstein
- 2009: The Turn of the Screw
- 2010: Going Postal
- 2013: The Lady Vanishes
- 2013: Burton and Taylor

### Televisieseries
- 1994: Finny
- 1995: The Last Machine
- 1995: Backup
- 1995: Ghostbusters of East Finchley
- 1995: Hamish Macbeth (1995 - 1997)
- 1996: Bodygruards
- 2000: Lock, Stock...
- 2000: North Square
- 2001: Two Thousand Acres of Sky
- 2001: Murder Rooms: Mysteries of the Real Sherlock Holmes
- 2003: Blue Murder
- 2003: Cambridge Spies (miniserie)
- 2004: Murder in Suburbia (2004 - 2005)
- 2004: Bodies (2004 - 2005)
- 2005: Twenty Thousand Streets Under the Sky (miniserie)
- 2005: Bleak House (miniserie)
- 2006: See No Evil: The Moors Murders (miniserie)
- 2006: Sorted
- 2006: The Amazing Mrs Pritchard
- 2006: Hotel Babylon (2006 - 2009)
- 2007: Torn (miniserie)
- 2007: The Street
- 2008: Criminal Justice (miniserie)
- 2008: Harley Street
- 2008: Little Dorrit (miniserie)
- 2010: Material Girl
- 2010: Identity
- 2010: The Silence
- 2010: The Little House
- 2010: Downton Abbey (2010 - 2015)
- 2011: Walking the Dead
- 2012: The Mystery of Edwin Drood
- 2013: The White Queen
- 2013: Shetland (2013 - 2016)
- 2014: The Passing Bells (miniserie)
- 2014: Grantchester
- 2015: The Last Kingdom

### Korte films
- 1994: Wanted
- 2001: The Legend of Loch Lomond
- 2002: Blowing It

## Prijzen en nominaties

### Emmy Awards
| Jaar | Titel           | Categorie | Uitslag     |
| ---- | --------------- | --- | ----------- |
| 2009 | Little Dorrit   | Beste compositie voor een miniserie, film of special (originele dramatische filmmuziek), voor Part 5         | Genomineerd |
| 2012 | Downton Abbey   | Beste compositie voor een televisieserie (originele dramatische muziek), afl. "6"                            | Gewonnen    |
| 2013 | Downton Abbey   | Beste compositie voor een televisieserie (originele dramatische muziek), afl. "3.6"                          | Gewonnen    |
| 2014 | Downton Abbey   | Beste compositie voor een televisieserie (originele dramatische muziek), afl. "4.8"                          | Genomineerd |
| 2014 | The White Queen | Beste compositie voor een miniserie, film of special (originele dramatische muziek), afl. "The Final Battle" | Genomineerd |